# Hulman posvátný
Hulman posvátný (Semnopithecus entellus) je úzkonosý primát z čeledi kočkodanovití. Tento druh je tvořen sedmi poddruhy.

## Rozšíření
Jsou to opice, které mají jeden z největších areálu rozšíření. Vyskytují se od mořské hladiny až po nadmořské výšky nad 4000 m. Žijí v Indii, na Srí Lance, v Pákistánu, Bangladéši, Barmě, Nepálu, Bhútánu a v Číně. Obývají tropické i subtropické lesy, lesy mírného pásu, vysokohorské lesy i lidmi obydlené oblasti.

## Popis
Patří k větším druhům opic, samci dosahují délky až 80 cm a hmotnosti 18 kg, samice 70 cm a 11 kg. Jejich ocasy mají okolo 1 metru. Mívají srst barvy stříbrošedé, břidlicové nebo světle béžové, to podle poddruhu i podle stáří. Obličej a uši mají černé všichni, konce končetin a ocas jen někteří. Vždy mají na čele dopředu směřující kartáč srsti, který tvoří jakési mohutné obočí. Srst na vrcholku hlavy tvoří jakousi kuželovitou čepičku. Palce na končetinách jsou dlouhé, ostatní prsty krátké. Břicho je mírně vypouklé.

## Stravování
Jejich hlavni potravou jsou listy, květy a pupeny stromů a keřů, mimo to žerou i vodní rostliny, ovoce nebo plody planých rostlin i plody užitkových rostlin lidmi vypěstované. Příležitostně také sežerou drobné bezobratlé i obratlovce, pochutnají si také na vejcích ptáků.

## Život v tlupě
Hulman posvátný je denní živočich, žije na stromech i na zemi, rád se zdržuje v blízkosti vody, přednost dává kamenitým nebo skalnatým terénům. Nocují vždy v korunách stromů. Jsou poměrně hluční, rozeznáváme u nich 16 různých hlasových projevů.
Sdružují se do tlup o velikosti až 120 jedinců. Tlupy se řídí se pevným sociálním systémem a zvířata jen velmi zřídka přecházejí z jedné tlupy do druhé. Jsou dobrými skokany, skáčou i na vzdálenosti 10 metrů, skáčou také z velké výšky přímo na zem. Dlouhý ocas používají jako protiváhu při pohybu po větvích stromů.

## Rozmnožování
Samice bývá březí okolo 6 měsíců, poměrně často se rodí i dvojčata. Narozené mládě mívá hmotnost 0,8 až 1,2 kg a samice ho kojí asi 10 až 12 měsíců a dalších 6 až 8 měsíců opatruje. V té době nepřichází do říje. Mnohdy o mládě pečují i jiné samice, které momentálně potomky nemají. Pohlavní dospělost dosahují samci hulmana posvátného asi ve 4 až 5 létech, samice ve 3 až 4 létech. V přírodě se dožívají průměrně 20, v zajetí 25 let.
Hlavně v Indie jsou hulmani všeobecně uctíváni, jsou jim dokonce zřizovány chrámy, kde jsou krmení. Lidé jim nikdy neubližují, hulmani často úplně ztrácejí svoji vrozenou plachost a procházejí se i v ulicích velkoměst. Přesto jsou některé poddruhy hulmana posvátného na pokraji vyhubení.[zdroj⁠?!]

## Poddruhy a jejich ohrožení
Hulman posvátný je obvykle členěn do těchto poddruhů, jejichž stupeň ohrožení je podle červeného seznamu IUCN klasifikován takto:
- Semnopithecus entellus ajax Pocock, 1928   ohrožený druh
- Semnopithecus entellus dussumieri I. Geoffroy, 1842   málo dotčený druh
- Semnopithecus entellus entellus Pocock, 1928   málo dotčený druh
- Semnopithecus entellus hector Pocock, 1928   téměř ohrožený druh
- Semnopithecus entellus hypoleucos Blyth, 1841   zranitelný druh
- Semnopithecus entellus priam Blyth, 1844   téměř ohrožený druh
- Semnopithecus entellus schistaceus Hodgson, 1840   málo dotčený druh